# Юрский мрамор

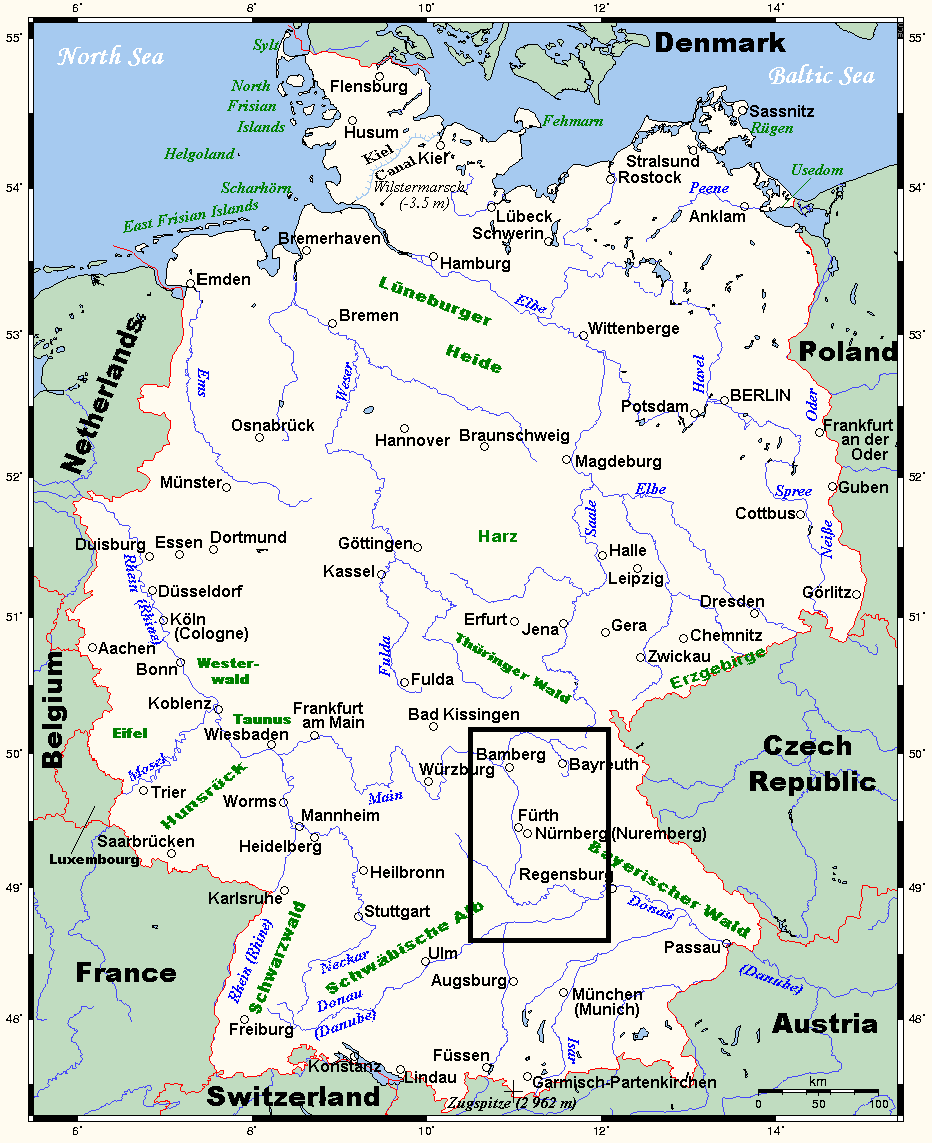
Рис.1 Возвышенность Франконский альб на карте Германии.

Юрский мрамор — известняк плотного массивнослоистого сложения с цветовой гаммой от светло-бежевого до серо-голубого со значительным содержанием органических окаменелостей.
Представление об этом камне как о мраморе возникло ещё в средние века, когда камни (не граниты), допускающие полировку, считались мрамором. Эти представления были впоследствии, с развитием минералогии, скорректированы.
На рис.1 прямоугольником выделен регион залегания юрских известняков в Германии.

## Петрография

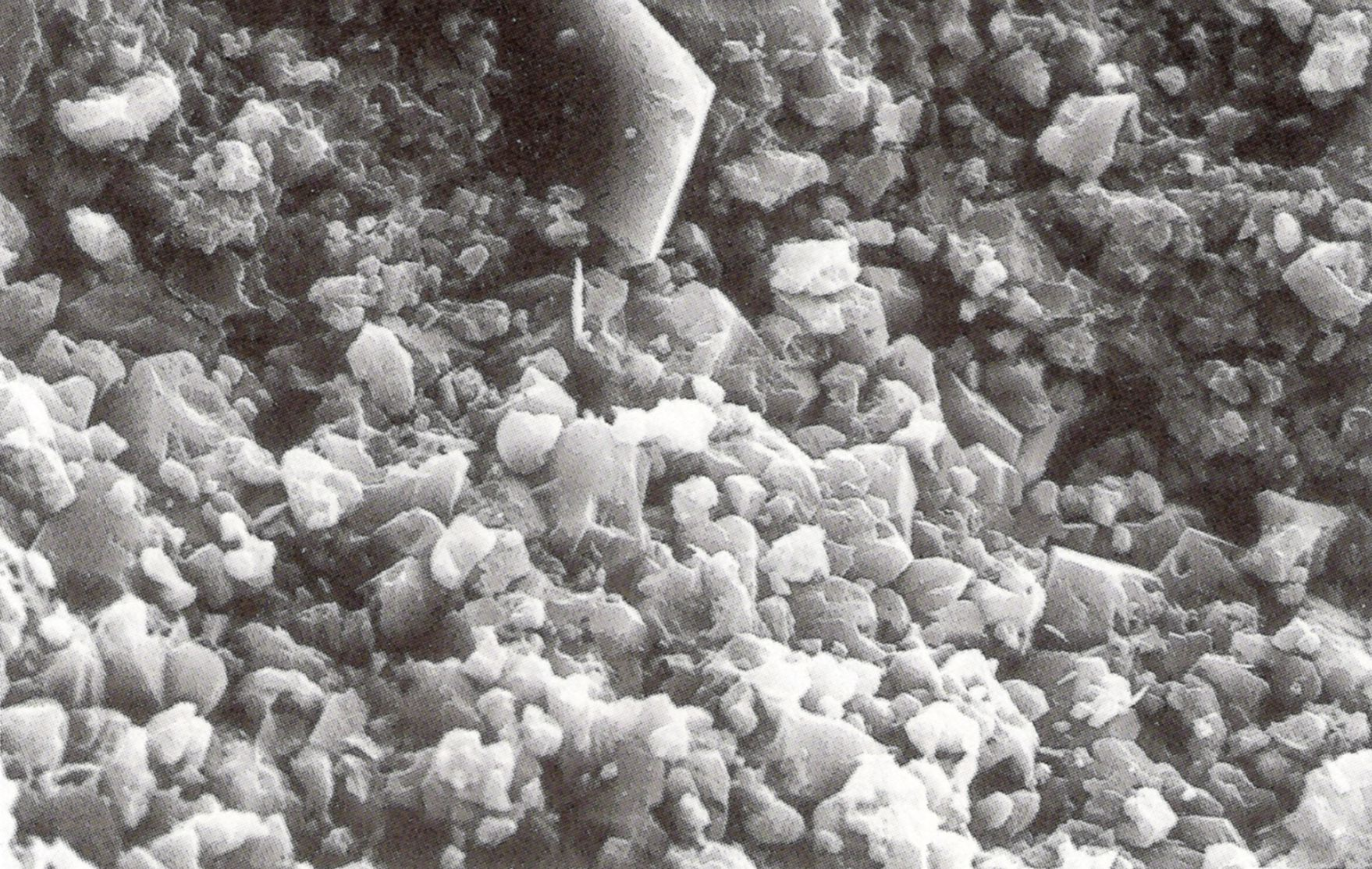
Рис.2 Структура юрского известняка.

С точки зрения петрографии (греч. πέτρος «камень» + γράφω «пишу») классификация мрамор для этого натурального камня некорректна. Это доказывают мелкозернистая структура камня, наличие в нём окаменелостей органического происхождения (фоссилий) и некоторые другие особенности. Корректное, с точки зрения геологии, название этого камня: юрский известняк. В российской геологии также применяется название юрский мраморизованный известняк.
Петрографические и физикотехнические исследования юрского мрамора свидетельствуют без исключения о высоком уровне его минералогических свойств и его прочности. Они показывают, что минеральная основа этого камня состоит почти целиком из карбонатов. Это осадочная горная порода как органического так и хемогенного происхождения, состоящая из CaCO3 (карбоната кальция) в форме кальцита. Кроме кальцита заметны рудные минералы (пирит), разделённые зёрнами кварца и тончайшие глинистые слои. В проведённых исследованиях проб из четырнадцати различных слоёв месторождения было установлено практическое отсутствие в карбонате доломитов — он содержит только кальцит.
Содержимое некарбонатов находилось в пределах от 0,5 % до 5 %. Таким образом юрский мрамор может характеризоваться как «чистый известняк».
На рис.2 приведён снимок электронного микроскопа образца юрского мрамора (карьер вблизи города Зольнхофен, 14 слой). Ширина снимка соответствует длине 0,065 мм. Ясно фиксировано мелкозернистое нормальное образование основной известняковой массы (величина зёрен от 1 до 4 микрон). Вверху видна несколько бо̀льшая структурная компонента.
Плотность и хорошее смешение зернистой основы говорят о прочной структуре.

## Происхождение

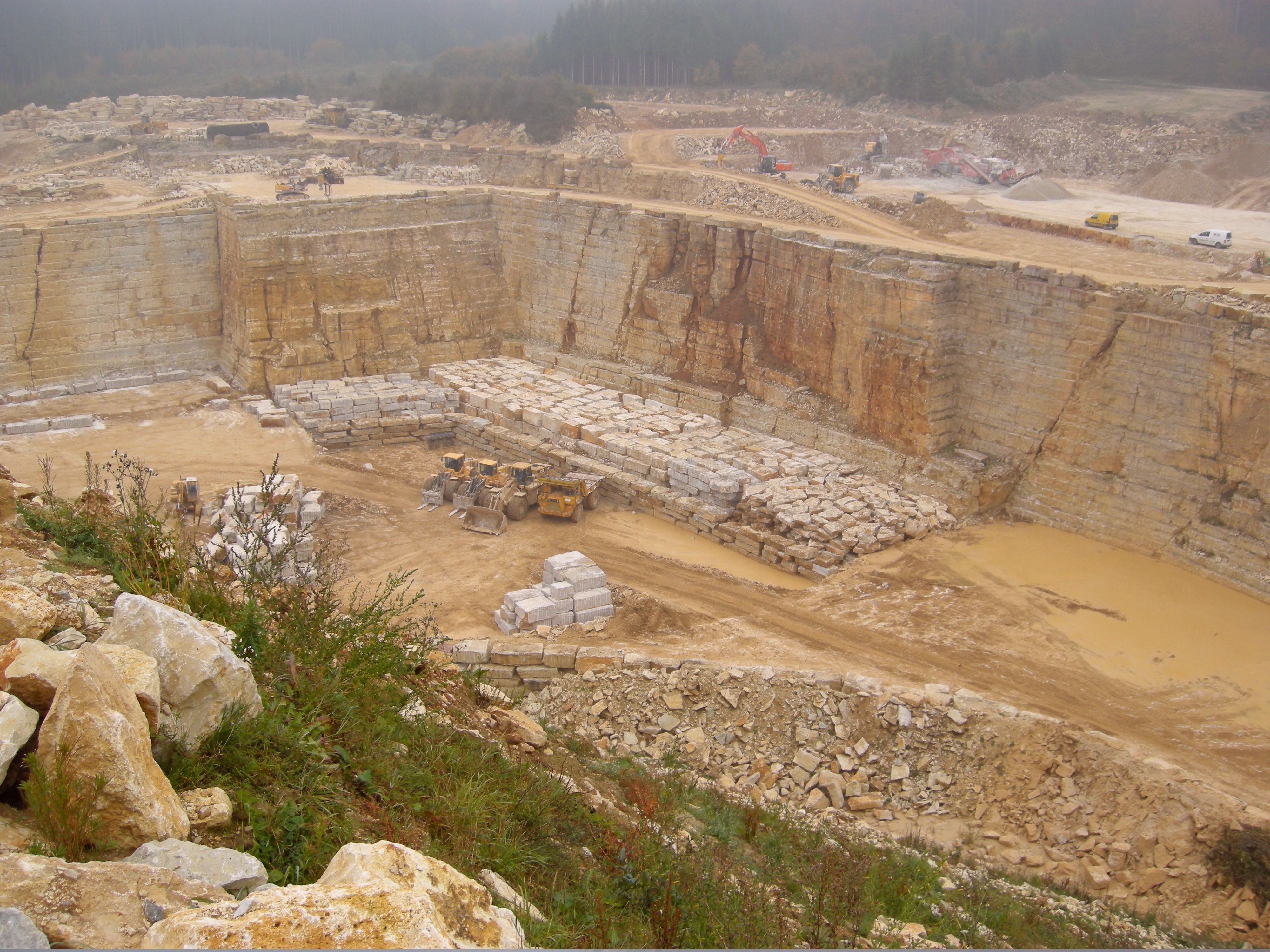
Рис.3 Карьер III-Rothenstein. J.Stiegler. Альтмюльталь.

История юрского мрамора насчитывает более 150 миллионов лет и начинается в верхнем юрском геологическом периоде. Территория его важнейшего месторождения — теперешняя средняя Бавария — была в то время покрыта сравнительно неглубоким морем, богатым как минеральными, содержащими кальцит, взвесями, так и организмами, строивших свои биологические структуры на базе этих взвесей. Отложения взвесей, а также минерализованных остатков организмов, образовали под влиянием многих геологических процессов известняки.
Продолжительная история юрского мрамора была неразрывно связана с геологическими и сопутствующими климатическими процессами, прежде всего изменением географии планеты, и, вместе с ней, географии морей и их гидрологии. Периодически меняющиеся морские течения приносили из южных морей кальциты и из них образовывались известняки. Течения из северных морей приносили глинистые взвеси, основу для мергелей — смесей кальцита и глины.
 Регулярные смены направления течений образовали характерную для месторождений известняка слоистость. Слои юрского известняка в соответствии со временем своего образования имеют в его месторождении в долине реки Альтмюль (Альтмюльталь) различную толщину: массивнослоистые — 40 см до 150 см, среднеслоистые — свыше 20 см, тонкослоистые — свыше 10 см, плиточные — свыше 1 см, а также сланцевые (менее 1 см).
К массивнослоистым сериям принадлежит юрский мрамор. К плиточным сериям зольнхофенский плиточный известняк (зольнхофенский мрамор). На рис.3 изображён фрагмент карьера юрского известняка в районе Зольнхофен (Solnhofen).

## География

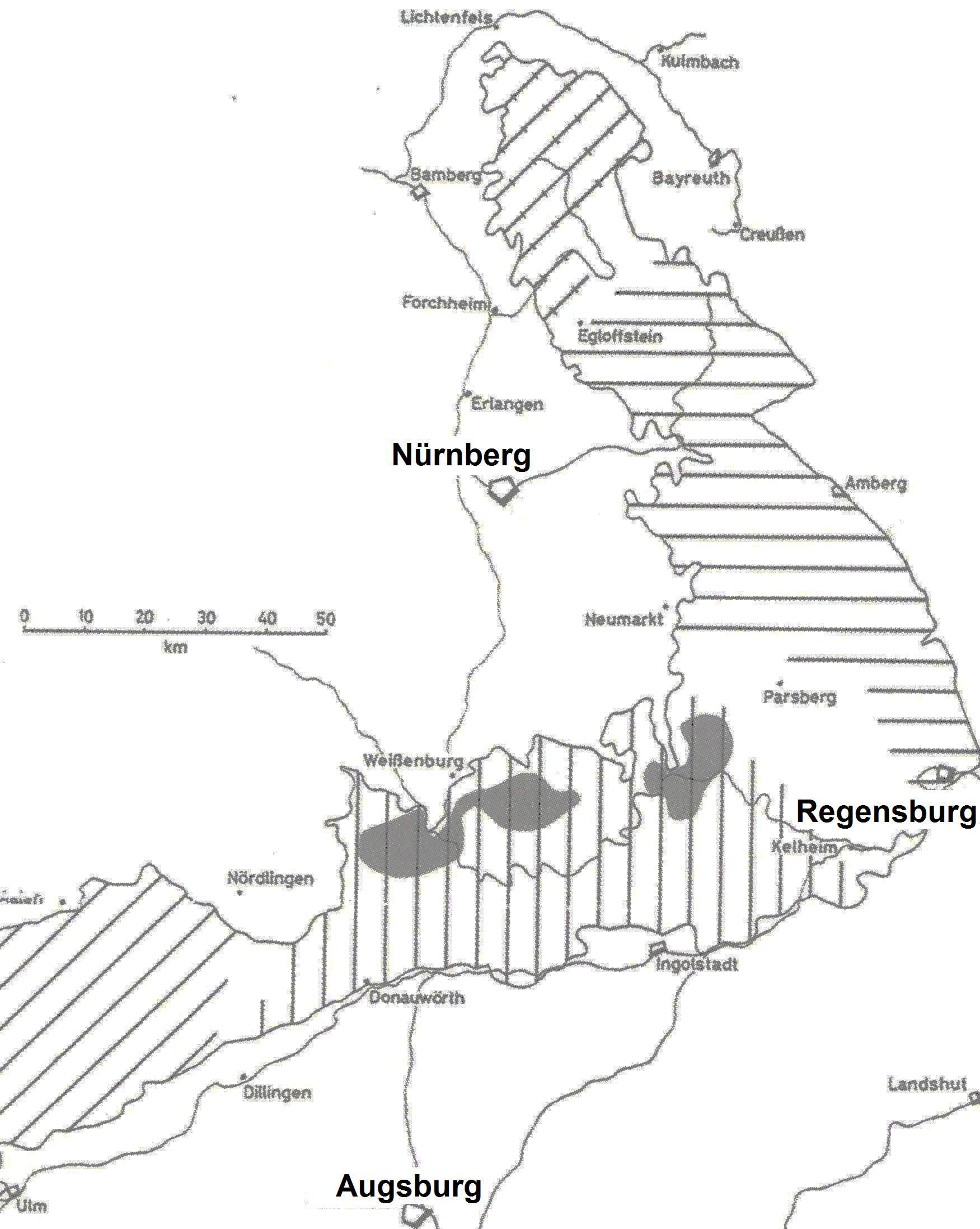
Рис.4 Области залегания юрского мрамора (обозначены тёмно-серым).

На рисунке 4 (см. также рис.1) штриховкой показана область месторождения известняков во Франконии, в основном, в пределах Франконского альба (северная и средняя Бавария). Как видно, эта область довольна обширна и занимает около 10 тыс. квадратных километров.
Большая часть известняков региона не представляет для разработки интереса из-за низкого качества камня и его залегания, преимущественно, в виде осыпей. Месторождения собственно юрского мрамора обозначены на рисунке тёмно-серым цветом. Здесь отчётливо выделяются 3 примерно равные территории. Именно в этих районах и производится его разработка.
Массивнослоистый юрский известняк принадлежит к наиболее старым осадочным образованиям и достигает в мощности залегания своих пластов 40 — 50 метров. Последовательность слоёв сохраняется в области его месторождения на протяжении свыше 50 км. Это обстоятельство является весьма важным для разработчиков месторождения. Во всём регионе производится единая нумерация слоёв залегания (снизу вверх).
В большинстве случаев неизменные качества отдельных слоёв камня (цветовая гамма, механические свойства) на значительной площади залегания являются его большим преимуществом прежде всего потому, что не ограничивают производителей в проектах. Особенно большие проекты, как, например, проект King Fahad Medical City, Саудовская Аравия (см. ниже) могут одновременно выполняться в кооперации нескольких производителей.

## Технические характеристики
Все исследования физикотехнических свойств юрского мрамора, в том числе проведённые и в России, указывают на высокую прочность камня. Его основные прочностные характеристики (прочность на сжатие, на изгиб, на выламывание и истирание, морозостойкость) могут быть оценены как особо хорошие не только для группы известняков, но вполне дают возможность сравнивать юрский мрамор с отдельными сортами гранитов и другими твёрдыми породами камня.
| Параметр                                            | Значение параметра | Единица измерения |
| --------------------------------------------------- | ------------------ | ----------------- |
| Плотность                                           | 2,50 — 2,60        | кг/дм³            |
| Прочность на сжатие                                 | 120                | N/мм²             |
| Прочность на изгиб                                  | 17                 | N/мм²             |
| Водопоглощение                                      | 1,0                | по массе %        |
| Пористость                                          | 4                  | по объёму %       |
| Теплопроводность                                    | 2,3                | W/м · K           |
| Истираемость                                        | 15,7               | см³/50 м²         |
| Сопротивление скольжению                            | R9                 | шлиф. С 180       |
| Сопротивление выламыванию штифт Ø 3 см штифт Ø 4 см | 1650 2667          | N (ньютон)        |

Указанные в таблице значения являются усреднёнными и могут отклоняться в зависимости от слоя залегания.
Неоднократно проведённые испытания морозостойкости юрского мраморизованного известняка в соответствии с ГОСТ 30629
для 150 циклов замораживания показали соответствие его качеств требованиям ГОСТ
.

## Применение
Юрский мрамор по своей типичной структуре — это плотный, полируемый известняк со значительным количеством ископаемых и других биологически обусловленных компонент. Биологические компоненты — водоросли, губки, кораллы придают ему неповторимость и особую живую красоту.
Технические характеристики камня (см. таблицу выше) позволяют применять этот камень как внутри помещений для напольных и настенных покрытий, лестниц, каминов и др., так и для фасадов зданий. По параметру морозостойкости юрский мраморизованный известняк отвечает требованиям стандартов при испытаниях и может быть допущен для наружной облицовки зданий во всех регионах, кроме Северной климатической зоны.

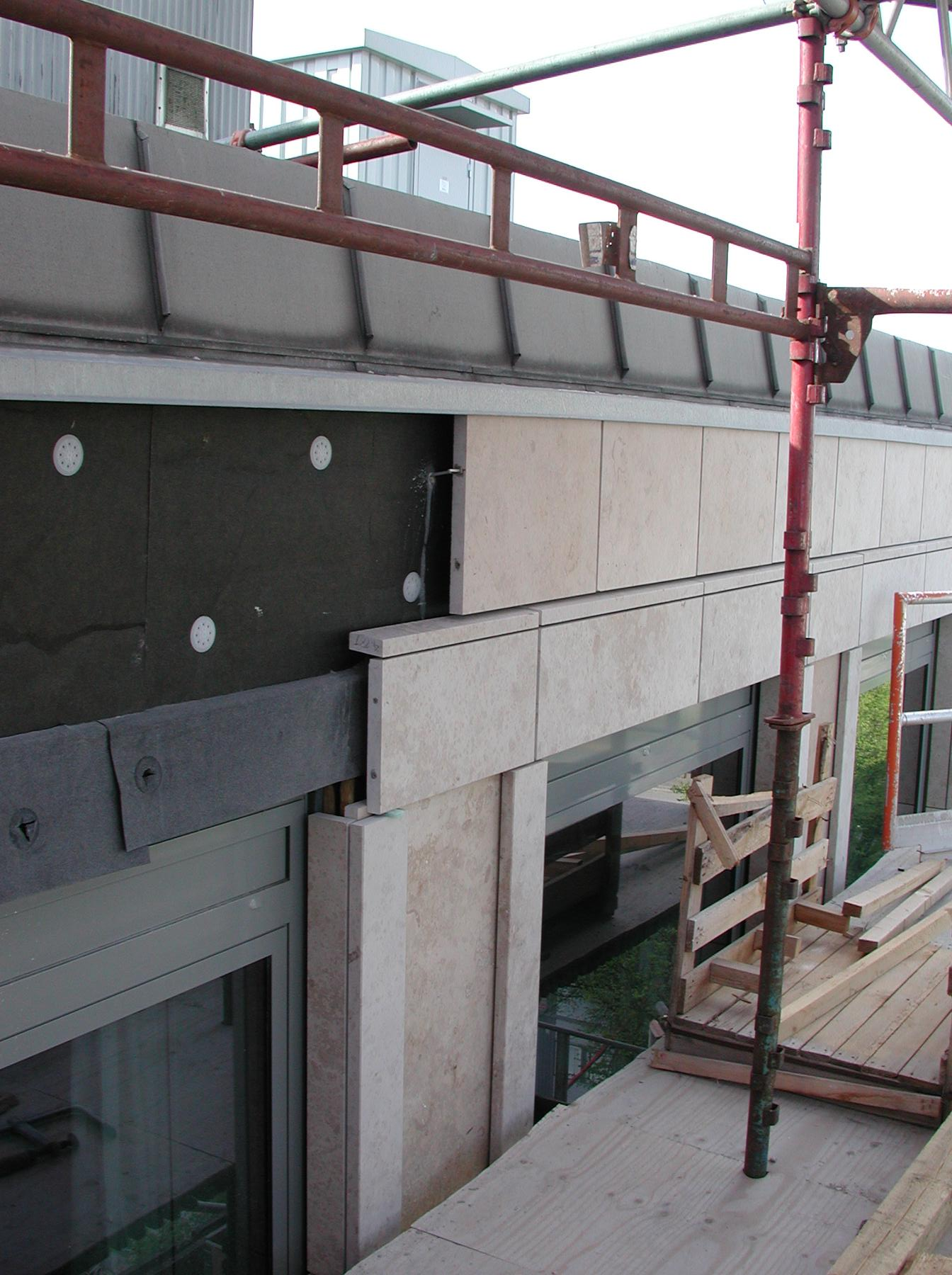
Рис.5 Монтаж плит из юрского мрамора на вентилируемом фасаде.

Наиболее известным сортом юрского мрамора является его разновидность «Jura gelb» («юрский мрамор жёлтый» в немецком варианте обозначения). Поскольку более реальный цвет этого камня бежевый, было решено использовать в этой статье его обозначение, как «юрский мрамор бежевый».
Характерные цвета юрского мрамора в связи с этим «бежевый», «серо-голубой», «серо-бежевый смешанный», «красно-бежевый», «бежевый полосчатый», (фото).
Юрский известняк является одним из древнейших строительных материалов. Самый известный строительный объект истории — пирамида Хеопса — выложена, преимущественно, из блоков известняка, добытых способом, похожим на технологию его добычи и по сей день. Облицовка пирамиды была выполнена из белого известняка, близкого родственника юрского мрамора, — не из классического мрамора, как говорят некоторые источники.
В местах своего распространения в Германии юрский мрамор использовался уже со времён Средневековья как материал для строительства стен и памятников, представив, таким образом доказательства своей долговечности и активного противостояния выветриванию.
Особое распространение в индивидуальном строительстве, а также в строительстве общественных зданий и торговых центров юрский мрамор получил после первой мировой войны и в 1930-х годах. Второй, ещё более крутой взлёт он пережил после второй мировой войны в связи с остро возникшим спросом на качественный материал для фасадных плит и внутреннего оформления помещений.
С этого времени юрский мрамор широко экспортируется и находит применение как в решениях для внешней и внутренней архитектуры жилых домов, так и для памятников
Применение юрского мрамора в Мюнхене — пример стремительно возросшего значения этого камня в последние десятилетия. В центре Мюнхена на площади примерно трёx квадратных километров находятся в настоящее время 236 объектов из юрского мрамора.
В связи с особенностями строения и физических характеристик, свойственных осадочным породам, юрский известняк монтируется преимущественно навесным способом на вентилируемых фасадах.

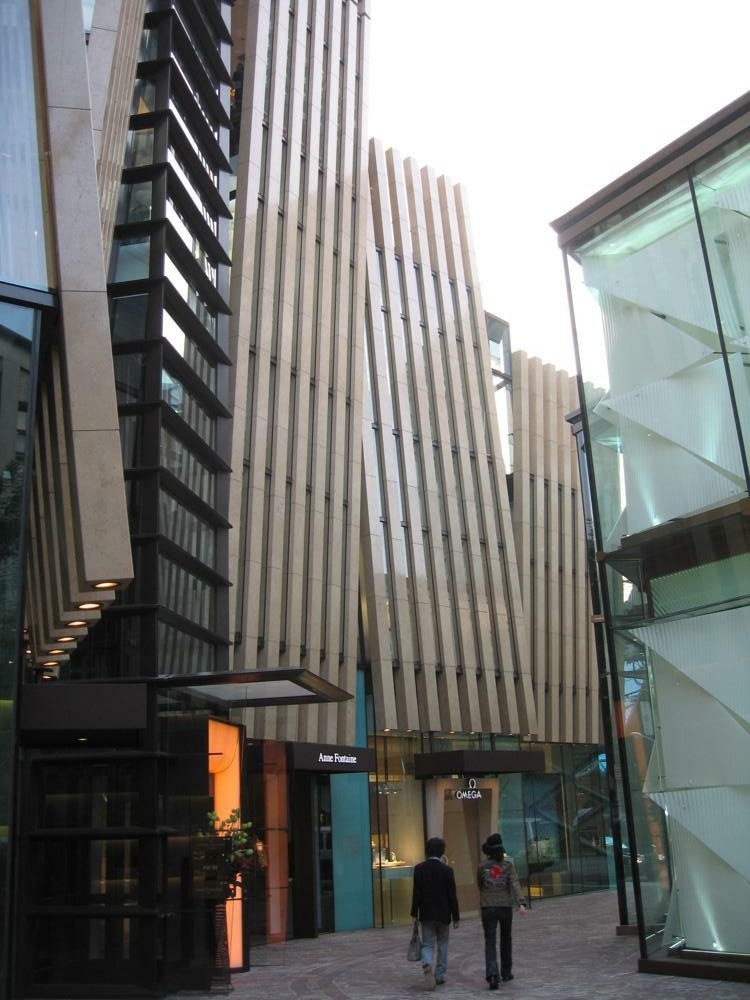
Рис.6 «Висячие фасады» в Токио. Юрский мрамор.

Ниже приводится краткий список некоторых известных объектов, выполненных с применением юрского мрамора.
- Фасад делового центра Cabot Square Canary Wharf, Лондон, 10.000 м², бежевый, пескоструйная обработка поверхности.
- Apex Golf Resort Hotel, Тойа/Япония, 3.700 м², бежевый, поверхность шлифованная и полированная.
- Gulf Cooperation Council, Эр-Рияд/Саудовская Аравия, 70.000 м², бежевый, пескоструйная обработка фасада.
Бежевый, полированный во внутреннем оформлении.
- King Fahad Medical City, Эр-Рияд/Саудовская Аравия, 340.000 м², бежевый, пескоструйная обработка фасада.
Бежевый-полосчатый, полированный во внутреннем оформлении.
- Германское посольство в Финляндии, 3.000 м², бежевый, шлифованный.
- Diaba Bussan Office Building, Токио/Япония, 7.100 м², серо-голубой, шлифованный, внутренний фасад.
- City Hall, Такасаки/Япония, 3.000 м², красно-бежевый и серо-голубой, фасад и внутреннее оформление.
- Denver Publik Library/США, 3.730 м², бежевый, как для фасада, так и для внутреннего оформления.

Подборку фотографий, иллюстрирующих полный цикл обработки юрского известняка от его добычи до применения в архитектуре и интерьерах можно посмотреть здесь

## Цитаты
«Живая, но вследствие гармоничного соответствия цветов сдержанная, в отдельных проявлениях наряду с почти одноцветными поверхностями — ярко окрашенные, как бы краплёные или пятнистые, но и в то же время кажущиеся слоистыми и витиеватыми композиции». Профессор геологии Мюнхенского университета В.-Д. Гримм о цветовой гамме юрского мрамора.
«Немецкий натуральный камень выигрывает в США гонку, поскольку популярность известняка в последнее время здесь значительно усилилась. Юрский мрамор, который в США называется в большинстве Jura Stone или Jura Limestone, считается вследствие своих окаменелых биологических включений и жизнерадостных нюансов особенно выразительным» — пишет известный германо-американский специалист доктор геологии В.Тёпфер.